# Aminath Rouya Hussain
Pour les articles homonymes, voir Hussain.
Aminath Rouya Hussain, née le 1er septembre 1990 en Inde, est une nageuse maldivienne.
Elle a participé aux Jeux olympiques de 2004 à Athènes et aux Jeux olympiques de 2008 à Pékin où elle a été porte-drapeau de la délégation des Maldives. 
Lors de ces deux éditions de ces Jeux olympiques, elle a concouru en 50 m nage libre ; elle a fini huitième de sa série éliminatoire en 2004 avec un temps de 31,26 secondes et septième de sa série éliminatoire en 2008 avec un temps de 30,21 secondes.